# La horripilante bestia humana
La horripilante bestia humana és una pel·lícula mexicana de terror i ciència-ficció estrenada en 1969, dirigida per René Cardona i protagonitzada per José Elías Moreno, Carlos López Moctezuma, Armando Silvestre, Norma Lazareno i Gerardo Zepeda.

## Sinopsi
Un metge tracta de salvar la vida del seu fill realitzant-li un complicat trasplantament de cor, en el qual el donant acaba sent un goril·la. Després de l'operació, el noi comença a experimentar estranys símptomes en el seu cos, associats amb el seu nou cor animal.

## Repartiment
- José Elías Moreno - Dr. Krallman
- Carlos López Moctezuma	- Goyo
- Armando Silvestre - Arturo Martinez
- Norma Lazareno - Lucy Osorio
- Agustín Martínez Solares - Julio Krallman
- Gerardo Zepeda - Monstruo

## Edició casolana
La pel·lícula va ser estrenada en DVD per Film 2000 el 22 de juliol de 2002. L'1 d'abril d'aquest mateix any, va ser llançada per Image Entertainment com a part del quadre de 4 discs Beauties & Beasts. El 2006, va ser llançat dues vegades per BCI com a part d'un conjunt de discs els dies 8 i 22 d'agost. El 26 de març de 2007, va ser llançat per Redemption. BCI va tornar a llançar la pel·lícula el 4 de març del 2008 com a part del paquet de 4 discs Crypt of Terror: Horror from South of the Border. Va ser llançat per última vegada per VCI Video el 15 de juliol de 2014.

## Recepció
En una revisió contemporània, el Monthly Film Bulletin va assenyalar que la pel·lícula "intenta treure una mica més de quilometratge del bizarro però desgastat dispositiu mexicà de llançar monstres i lluitadors com a companys de combat",i que va ser denostat per la seva " ritme senyorial, les infinites expressions de devoció paterna i els intents raonables del guió per oferir explicacions i justificacions mèdiques ". Com a nota positiva, la ressenya va dir que la pel·lícula es va veure "reforçada per l'hàbit de Cardona de destacar moments dramàtics deixant caure en el tret estrany de tonalitat expressionista amb una desconsideració de les textures fotogràfiques coincidents". TV Guide va analitzar la pel·lícula, anomenant-la "[una] oferta bruta, increïblement inepta". Graeme Clark de The Spinning Image va donar a la pel·lícula 5 de 10 estrelles i va escriure: "Com a curiositat val la pena veure-la, però només pels seus incidents regulars de ridícul". En revisar el doble llançament de BCI de la pel·lícula, Ian Jane, de DVD Talk, va donar una crítica positiva a la pel·lícula, que la va anomenar "una de les pel·lícules de terror mexicanes més conegudes de l'època". Al finalitzar la seva crítica, Jane va escriure: "Una mescla de lluita completament estrambòtica, gore, maquillatge de monstre dolent i divertit científic boig, La nit dels simis sagnants és una explosió de principi a fi. Els efectes són pobres i falsos com poden ser i el maquillatge sembla d'una obra de secundària, però tot això forma part de l'encant de la pel·lícula amb un baix pressupost ". Dennis Schwartz, d'Ozus'World Movie Reviews, va donar a la pel·lícula un grau C, qualificant-la de "inepta". Jonathan Rosenbaum de Chicago Reader, va fer una crítica negativa a la pel·lícula, i va escriure: "Fins i tot la tolerant Psychotronic Encyclopedia of Film considera que això és" totalment insípit i aficionat ", però els amants dels gore haurien de ser alertats de les reals imatges de cirurgia a cor obert".